# Kiss the Girls
Kiss the Girls, titulada El coleccionista de amantes en España y Besos que matan en Hispanoamérica, es una película de género suspense basada en la novela de James Patterson. Fue estrenada el 3 de octubre de 1997 en Estados Unidos. Protagonizada por Morgan Freeman y Ashley Judd y dirigido por Gary Fleder. El personaje de Alex Cross, interpretado por Morgan Freeman, vuelve a ser interpretado por el actor en Along Came a Spider (2001).

## Argumento
En la localidad de Durham, en el estado de Carolina del Norte han desaparecido misteriosamente ocho chicas. Un veterano y concienzudo policía llamado Alex Cross (Morgan Freeman), que es tío de una de las chicas secuestradas, llega a la localidad con el fin de resolver el caso, frente a un peligroso y esquivo psicópata que se hace llamar El casanova. 
El policía cuenta con la ayuda de la Dra. Kate McTiernan (Ashley Judd), que ha sido víctima de los abusos del psicópata pero que consiguió escapar, y que está decidida a ayudar a Cross con el fin de liberar a las otras víctimas del siniestro coleccionista de mujeres.

## Reparto
- Morgan Freeman - (Alex Cross)
- Ashley Judd - (Dr. Kate McTiernan)
- Cary Elwes - (Nick Ruskin)
- Brian Cox - (Hatfield)
- Jeremy Piven - (Henry Castillo)
- Jay O. Sanders - (Kyle Craig)
- Mena Suvari - (Coty Pierce)
- Tony Goldwyn - (Dr. William Rudolph)

## Localizaciones
Kiss the Girls se rodó entre el 16 de abril y 10 de julio de 1996 en diversas localizaciones de Estados Unidos y Canadá. Destacando diversas poblaciones de los estados de Carolina del Norte, Columbia Británica y California. Además de la University of Southern California y la Duke University.

## Recepción crítica y comercial
Según la página de Internet Rotten Tomatoes obtuvo un 32% de comentarios positivos. Destacar el comentario del crítico cinematográfico Fernando Morales:

"Intriga psicológica. Las demencias criminales de los psicóptas siguen dando pie a numerosos títulos de suspenso. Éste, con convencionalismos varios, es uno de ellos. Entretiene."
Fernando Morales.

Según la página de Internet Metacritic obtuvo críticas mixtas, con un 46%, basado en 17 comentarios de los cuales 4 son positivos. Recaudó en Estados Unidos 60 millones de dólares. Se desconoce cuáles fueron las recaudaciones internacionales. El presupuesto invertido en la producción fue de 27 millones.

## Premios
Satellite Awards
| Año  | Categoría                       | Persona     | Resultado |
| ---- | ------------------------------- | ----------- | --------- |
| 1998 | Mejor actriz de reparto - drama | Ashley Judd | Candidata |

## DVD
Kiss the Girls salió a la venta el 19 de septiembre de 2001 en España, en formato DVD. El disco contiene menús interactivos, acceso directo a escenas, subtítulos y audio en múltiples idiomas y tráiler cinematográfico. En Estados Unidos salió a la venta el 10 de julio de 1998, en formato DVD. El disco contiene menús interactivos, acceso directo a escenas y subtítulos y audio en múltiples idiomas.